# Autoroute A 844
Die Autoroute A 844, auch als Contournement Nord de Nantes bezeichnet, ist eine französische Autobahn, die das Verbindungsstück zwischen der Autobahn A 11 und der A 82 an der nördlichen Peripherie von Nantes bildet. Im Jahr 1993 entstand sie durch die Umwidmung der Autobahn A 821. Sie hat heute eine Länge von insgesamt 5,0 km.

## Streckenführung
| Position | Anzahl Fahrbahnen | höchste zulässige Geschwindigkeit | km  | Typ                 | Abschnitt                      | Breitengrad | Längengrad |
| -------- | ----------------- | --------------------------------- | --- | ------------------- | ------------------------------ | ----------- | ---------- |
| 1        | 2                 | 90                                | 9.5 | Beginn der Autobahn | Porte d Orvault *N844 / A82'   | 47.2600     | −1.6190    |
| 2        | 2                 | 90                                | 12  | Vollständiges Kreuz | Porte de Rennes * N137'        | 47.2657     | −1.5873    |
| 3        | 2                 | 90                                | 13  | Ende der Autobahn   | Porte de Gesvres * A844 / A11' | 47.2683     | −1.5616    |